# Ле-Тей (Орн)
Ле-Тей (фр. Le Theil) — колишній муніципалітет у Франції, у регіоні Нормандія, департамент Орн. Населення — 1816 осіб (2011).
Муніципалітет був розташований на відстані близько 140 км на південний захід від Парижа, 130 км на південний схід від Кана, 50 км на південний схід від Алансона.

## Історія
До 2015 року муніципалітет перебував у складі регіону Нижня Нормандія. Від 1 січня 2016 року належав до нового об'єднаного регіону Нормандія.
1 січня 2016 року Ле-Тей, Жемаж, Л'Ермітьєр, Маль, Ла-Руж i Сент-Аньян-сюр-Ерр було об'єднано в новий муніципалітет Валь-о-Перш.

## Демографія
Динаміка населення (INSEE ):
Розподіл населення за віком та статтю (2006):
| Стать | Всього | До 15 років | 15-24 | 25-44 | 45-64 | 65-85 | Понад 85 |
| --- | ------ | ----------- | ----- | ----- | ----- | ----- | -------- |
| Чоловіки | 940    | 232         | 120   | 256   | 196   | 124   | 12       |
| Жінки | 992    | 208         | 112   | 268   | 208   | 168   | 28       |
| \| Статево-вікова піраміда \| Статево-вікова піраміда \| Статево-вікова піраміда \| \| ----------------------- \| ----------------------- \| ----------------------- \| \| Чоловіки \| Вік \| Жінки \| \| 12 \| 85 + \| 28 \| \| 12 \| 80-84 \| 32 \| \| 36 \| 75-79 \| 52 \| \| 48 \| 70-74 \| 64 \| \| 28 \| 65-69 \| 20 \| \| 32 \| 60-64 \| 36 \| \| 60 \| 55-59 \| 48 \| \| 48 \| 50-54 \| 48 \| \| 56 \| 45-49 \| 76 \| \| 56 \| 40-44 \| 52 \| \| 68 \| 35-39 \| 68 \| \| 76 \| 30-34 \| 84 \| \| 56 \| 25-29 \| 64 \| \| 68 \| 20-24 \| 56 \| \| 52 \| 15-20 \| 56 \| \| 56 \| 10-14 \| 56 \| \| 92 \| 5-9 \| 56 \| \| 84 \| 0-4 \| 96 \| |        |             |       |       |       |       |          |
| Статево-вікова піраміда |        |             |       |       |       |       |          |
| Чоловіки | Вік    | Жінки       |       |       |       |       |          |
| 12 | 85 +   | 28          |       |       |       |       |          |
| 12 | 80-84  | 32          |       |       |       |       |          |
| 36 | 75-79  | 52          |       |       |       |       |          |
| 48 | 70-74  | 64          |       |       |       |       |          |
| 28 | 65-69  | 20          |       |       |       |       |          |
| 32 | 60-64  | 36          |       |       |       |       |          |
| 60 | 55-59  | 48          |       |       |       |       |          |
| 48 | 50-54  | 48          |       |       |       |       |          |
| 56 | 45-49  | 76          |       |       |       |       |          |
| 56 | 40-44  | 52          |       |       |       |       |          |
| 68 | 35-39  | 68          |       |       |       |       |          |
| 76 | 30-34  | 84          |       |       |       |       |          |
| 56 | 25-29  | 64          |       |       |       |       |          |
| 68 | 20-24  | 56          |       |       |       |       |          |
| 52 | 15-20  | 56          |       |       |       |       |          |
| 56 | 10-14  | 56          |       |       |       |       |          |
| 92 | 5-9    | 56          |       |       |       |       |          |
| 84 | 0-4    | 96          |       |       |       |       |          |

## Економіка
2010 року серед 1135 осіб працездатного віку (15—64 років) 872 були активними, 263 — неактивними (показник активності 76,8%, у 1999 році було 73,1%). З 872 активних мешканців працювали 753 особи (404 чоловіки та 349 жінок), безробітними було 119 (60 чоловіків та 59 жінок). Серед 263 неактивних 84 особи були учнями чи студентами, 107 — пенсіонерами, 72 були неактивними з інших причин.

У 2010 році в муніципалітеті числилось 794 оподатковані домогосподарства, у яких проживали 1861,5 особи, медіана доходів виносила 16 318 євро на одного особоспоживача